# (901) Брунсия
(901) Брунсия (нем. Brunsia) — астероид главного пояса, принадлежащий к светлому спектральному классу S. Он был открыт 30 августа 1918 года немецким астрономом Максимилианом Вольфом в обсерватории Хайдельберг-Кёнигштуль и назван в честь другого немецкого астронома Эрнста Брунса. 

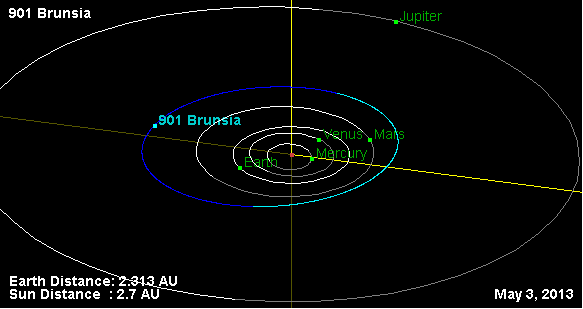
Орбита астероида Брунсия и его положение в Солнечной системе